# 黃廷聘
黃廷聘（1522年—？），字道行，號瀾亭，湖廣永州府道州人，醫籍，明朝政治人物。

## 生平
嘉靖二十五年（1546年）丙午科湖廣鄉試第五十名舉人，三十五年（1556年）中式丙辰科會試第一百四十八名，三甲第十九名進士。都察院觀政，授江西南昌府推官，三十八年（1559年）調四川成都府推官，四十一年（1562年）考選四川道監察御史，四十四年（1565年）巡按浙江，同年出為貴州按察司僉事，途經湖廣衡山縣，對知縣陳安無禮，陳安發現黃廷聘行裝中金銀財貨。黃廷聘惶恐請罪，方得歸還。然而此事傳到京師，被都察院左都御史張永明揭發彈劾，同年十一月明世宗詔命黃廷聘冠帶閒住。

## 家族
曾祖黃文鉞；祖父黃琳；父黃大義，母周氏。具慶下。弟黃廷卿、黃廷恩、黃廷思、黃廷惠。